# Trichoniscus australis
Trichoniscus australis là một loài chân đều trong họ Trichoniscidae. Loài này được Dollfus miêu tả khoa học năm 1890.